# Giải quần vợt Mỹ Mở rộng 2021
Giải quần vợt Mỹ Mở rộng 2021 là lần thứ 141 Giải quần vợt Mỹ Mở rộng được tổ chức và là giải Grand Slam cuối cùng trong năm. Giải đấu thi đấu trên mặt sân cứng ngoài trời tại USTA Billie Jean King National Tennis Center ở Thành phố New York.
Daniil Medvedev là nhà vô địch nội dung đơn nam. Emma Raducanu là nhà vô địch nội dung đơn nữ.
Dominic Thiem là đương kim vô địch nội dung đơn nam, nhưng rút lui do chấn thương cổ tay. Naomi Osaka là đương kim vô địch nội dung đơn nữ, nhưng thua ở vòng 3 trước Leylah Fernandez.
Dylan Alcott và Diede de Groot hoàn thành Slam Vàng lần lượt ở nội dung đơn xe lăn quad và đơn nữ xe lăn, sau khi vô địch cả 4 giải đấu lớn và giành huy chương vàng Thế vận hội Người khuyết tật năm 2021. Alfie Hewett và Gordon Reid cũng hoàn thành Grand Slam thực sự ở nội dung đôi nam xe lăn sau khi vô địch cả 4 giải đấu lớn trong năm 2021. Novak Djokovic không hoàn thành Grand Slam thực sự ở nội dung đơn nam, sau khi thua trong trận chung kết trước Medvedev.
Đây là giải Grand Slam đầu tiên sau Giải quần vợt Úc Mở rộng 1997 không có Roger Federer, Rafael Nadal, Serena Williams, hoặc Venus Williams tham dự ở vòng đấu chính nội dung đơn.
Hiệp hội quần vợt Hoa Kỳ cho phép khán giả trở lại sân sau giải đấu năm 2020 diễn ra không khán giả do đại dịch COVID-19 ở New York; do sự gia tăng số ca nhiễm COVID-19 từ biến thể delta của virus, khán giả được yêu cầu xét nghiệm âm tính với COVID-19 hoặc được tiêm chủng để vào sân.

## Giải đấu
Giải quần vợt Mỹ Mở rộng 2021 là lần thứ 141 giải đấu được tổ chức và diễn ra tại USTA Billie Jean King National Tennis Center ở Flushing Meadows–Corona Park tại Queens ở Thành phố New York, New York, Hoa Kỳ.
Giải đấu được điều hành bởi Liên đoàn Quần vợt Quốc tế (ITF) và là một phần của lịch thi đấu ATP Tour 2021 và WTA Tour 2021 dưới thể loại Grand Slam. Giải đấu bao gồm các nội dung đơn và đôi của nam và nữ, với nội dung đôi trở lại với 64 tay vợt, và nội dung đơn vẫn giữ nguyên 128 tay vợt. Giải đấu cũng có các nội dung đơn và đôi cho các vận động viên nam trẻ và nữ trẻ (dưới 18 tuổi).
Giải đấu được thi đấu trên mặt sân cứng và được diễn ra trên 17 sân với mặt sân Laykold, trong đó có 3 sân chính – Sân vận động Arthur Ashe, Sân vận động Louis Armstrong và Grandstand.
Nội dung xe lăn diễn ra từ ngày 9 tháng 9. Không như các giải đấu trước không tổ chức vì trùng lịch với Thế vận hội Người khuyết tật Mùa hè, Thế vận hội Người khuyết tật Mùa hè 2020 (bị hoãn từ năm 2020 do đại dịch) diễn ra vào tuần đầu của giải đấu.

## Điểm và tiền thưởng

### Phân phối điểm
Dưới đây là bảng phân bố điểm cho từng giai đoạn của giải đấu.

#### Vận động viên chuyên nghiệp
| Sự kiện | VĐ   | CK   | BK  | TK  | Vòng 1/16 | Vòng 1/32 | Vòng 1/64 | Vòng 1/128 | Q  | Q3 | Q2 | Q1 |
| Đơn nam | 2000 | 1200 | 720 | 360 | 180       | 90        | 45        | 10         | 25 | 16 | 8  | 0  |
| Đôi nam | 2000 | 1200 | 720 | 360 | 180       | 90        | 0         | —          | —  | —  | —  | —  |
| Đơn nữ  | 2000 | 1300 | 780 | 430 | 240       | 130       | 70        | 10         | 40 | 30 | 20 | 2  |
| Đôi nữ  | 2000 | 1300 | 780 | 430 | 240       | 130       | 10        | —          | —  | —  | —  | —  |

#### Vận động viên trẻ
| Sự kiện     | VĐ   | CK  | BK  | TK  | Vòng 1/16 | Vòng 1/32 | Q  | Q3 |
| Đơn nam trẻ | 1000 | 600 | 370 | 200 | 100       | 45        | 30 | 20 |
| Đơn nữ trẻ  | 1000 | 600 | 370 | 200 | 100       | 45        | 30 | 20 |
| Đôi nam trẻ | 750  | 450 | 275 | 150 | 75        | —         | —  | —  |
| Đôi nữ trẻ  | 750  | 450 | 275 | 150 | 75        | —         | —  | —  |

#### Tiền thưởng
Giải quần vợt Mỹ Mở rộng có số tiền thưởng cao nhất trong tất cả các giải Grand Slam. Tổng số tiền của Giải quần vợt Mỹ Mở rộng 2021 là $57.5 triệu.
| Sự kiện    | VĐ         | CK         | BK       | TK       | Vòng 1/16 | Vòng 1/32 | Vòng 1/64 | Vòng 1/128 | Q3      | Q2      | Q1      |
| Đơn        | $2,500,000 | $1,250,000 | $675,000 | $425,000 | $265,000  | $180,000  | $115,000  | $75,000    | $42,000 | $32,000 | $20,000 |
| Đôi        | $660,000   | $330,000   | $164,000 | $93,000  | $54,000   | $34,000   | $20,000   | —          | —       | —       | —       |
| Đôi nam nữ | $160,000   | $78,000    | $40,000  | $22,000  | $13,400   | $7,800    | —         | —          | —       | —       | —       |

## Tóm tắt kết quả
Đơn nam
| Nhà vô địch             | Nhà vô địch                | Á quân                     | Á quân                           |
| ----------------------- | -------------------------- | -------------------------- | -------------------------------- |
| Daniil Medvedev [2]     | Daniil Medvedev [2]        | Novak Djokovic [1]         | Novak Djokovic [1]               |
| Thua bán kết            |                            |                            |                                  |
| Alexander Zverev [4]    | Alexander Zverev [4]       | Félix Auger-Aliassime [12] | Félix Auger-Aliassime [12]       |
| Thua tứ kết             |                            |                            |                                  |
| Matteo Berrettini [6]   | Lloyd Harris               | Carlos Alcaraz             | Botic van de Zandschulp (Q)      |
| Thua vòng 4             |                            |                            |                                  |
| Jenson Brooksby [WC]    | Oscar Otte [Q]             | Jannik Sinner [13]         | Reilly Opelka [22]               |
| Frances Tiafoe          | Peter Gojowczyk (Q)        | Diego Schwartzman [11]     | Dan Evans [24]                   |
| Thua vòng 3             |                            |                            |                                  |
| Kei Nishikori           | Aslan Karatsev [21]        | Andreas Seppi              | Ilya Ivashka                     |
| Jack Sock (WC)          | Gaël Monfils [17]          | Nikoloz Basilashvili       | Denis Shapovalov [7]             |
| Andrey Rublev [5]       | Roberto Bautista Agut [18] | Henri Laaksonen (Q)        | Stefanos Tsitsipas [3]           |
| Facundo Bagnis          | Alex Molčan (Q)            | Alexei Popyrin             | Pablo Andújar                    |
| Thua vòng 2             |                            |                            |                                  |
| Tallon Griekspoor       | Mackenzie McDonald         | Jordan Thompson            | Taylor Fritz                     |
| Hubert Hurkacz [10]     | Denis Kudla                | Vasek Pospisil             | Corentin Moutet                  |
| Albert Ramos Viñolas    | Alexander Bublik [31]      | Steve Johnson              | Zachary Svajda (WC)              |
| Maxime Cressy (Q)       | Lorenzo Musetti            | Ernesto Escobedo (WC)      | Roberto Carballés Baena          |
| Pedro Martínez          | Guido Pella                | Emil Ruusuvuori            | Bernabé Zapata Miralles (LL)     |
| Cristian Garín [16]     | Dušan Lajović              | Arthur Rinderknech         | Adrian Mannarino                 |
| Casper Ruud [8]         | Marco Trungelliti (Q)      | Brandon Nakashima (WC)     | Kevin Anderson                   |
| Grigor Dimitrov [15]    | Marcos Giron               | Philipp Kohlschreiber (PR) | Dominik Koepfer                  |
| Thua vòng 1             |                            |                            |                                  |
| Holger Rune (Q)         | Jan-Lennard Struff         | Salvatore Caruso           | David Goffin [27]                |
| Jaume Munar             | Gianluca Mager             | Mikael Ymer                | Alex de Minaur [14]              |
| Egor Gerasimov          | Márton Fucsovics           | Laslo Đere                 | Lorenzo Sonego [20]              |
| Fabio Fognini [28]      | Tennys Sandgren            | Stefano Travaglia          | Jérémy Chardy                    |
| Sam Querrey             | Lucas Pouille              | Yoshihito Nishioka         | Yannick Hanfmann                 |
| Federico Coria          | Maximilian Marterer (Q)    | Marco Cecchinato           | Max Purcell (WC)                 |
| Pablo Carreño Busta [9] | Sebastian Korda            | Emilio Nava (WC)           | Kwon Soon-woo                    |
| Karen Khachanov [25]    | Pablo Cuevas               | Tommy Paul                 | Federico Delbonis                |
| Ivo Karlović (Q)        | James Duckworth            | Christopher Eubanks (Q)    | Filip Krajinović [32]            |
| Nick Kyrgios            | Kamil Majchrzak (Q)        | Feliciano López            | Evgeny Donskoy (Q)               |
| Norbert Gombos          | John Millman               | Benoît Paire               | Ugo Humbert [23]                 |
| Cameron Norrie [28]     | Miomir Kecmanović          | Pierre-Hugues Herbert      | Andy Murray                      |
| Yūichi Sugita (LL)      | Carlos Taberner            | Taro Daniel                | Alejandro Davidovich Fokina [29] |
| John Isner [19]         | Cem İlkel (Q)              | Jiří Veselý                | Ričardas Berankis                |
| Sam Riffice (WC)        | Radu Albot                 | Antoine Hoang (Q)          | Thiago Monteiro                  |
| Marin Čilić [30]        | Mikhail Kukushkin (LL)     | Quentin Halys (Q)          | Richard Gasquet                  |

Đơn nữ
| Nhà vô địch                    | Nhà vô địch                 | Á quân                        | Á quân                        |
| ------------------------------ | --------------------------- | ----------------------------- | ----------------------------- |
| Emma Raducanu (Q)              | Emma Raducanu (Q)           | Leylah Fernandez              | Leylah Fernandez              |
| Thua bán kết                   |                             |                               |                               |
| Maria Sakkari [17]             | Maria Sakkari [17]          | Aryna Sabalenka [2]           | Aryna Sabalenka [2]           |
| Thua tứ kết                    |                             |                               |                               |
| Belinda Bencic [11]            | Karolína Plíšková [4]       | Elina Svitolina [5]           | Barbora Krejčíková [8]        |
| Thua vòng 4                    |                             |                               |                               |
| Shelby Rogers                  | Iga Świątek [7]             | Anastasia Pavlyuchenkova [14] | Bianca Andreescu [6]          |
| Simona Halep [12]              | Angelique Kerber [16]       | Garbiñe Muguruza [9]          | Elise Mertens [15]            |
| Thua vòng 3                    |                             |                               |                               |
| Ashleigh Barty [1]             | Sara Sorribes Tormo         | Jessica Pegula [23]           | Anett Kontaveit [28]          |
| Ajla Tomljanović               | Varvara Gracheva            | Petra Kvitová [10]            | Greet Minnen (LL)             |
| Daria Kasatkina [25]           | Elena Rybakina [19]         | Sloane Stephens               | Naomi Osaka [3]               |
| Kamilla Rakhimova (LL)         | Victoria Azarenka [18]      | Ons Jabeur [20]               | Danielle Collins [26]         |
| Thua vòng 2                    |                             |                               |                               |
| Clara Tauson                   | Sorana Cîrstea              | Hsieh Su-wei                  | Zhang Shuai                   |
| Martina Trevisan               | Misaki Doi                  | Jil Teichmann                 | Fiona Ferro                   |
| Amanda Anisimova               | Petra Martić [30]           | Paula Badosa [24]             | Anna Karolína Schmiedlová (Q) |
| Kristýna Plíšková (Q)          | Kateřina Siniaková          | Liudmila Samsonova            | Lauren Davis                  |
| Rebeka Masarova (Q)            | Markéta Vondroušová         | Caroline Garcia               | Kristína Kučová (LL)          |
| Anhelina Kalinina              | Coco Gauff [21]             | Kaia Kanepi                   | Olga Danilović (Q)            |
| Christina McHale               | Ekaterina Alexandrova [32]  | Jasmine Paolini               | Andrea Petkovic               |
| Valentini Grammatikopoulou (Q) | María Camila Osorio Serrano | Kaja Juvan                    | Tamara Zidanšek               |
| Thua vòng 1                    |                             |                               |                               |
| Vera Zvonareva                 | Clara Burel                 | Madison Brengle               | Veronika Kudermetova [29]     |
| Karolína Muchová [22]          | Claire Liu                  | Hailey Baptiste (WC)          | Stefanie Vögele (LL)          |
| Arantxa Rus                    | CoCo Vandeweghe (WC)        | Storm Sanders (WC)            | Anastasia Potapova            |
| Samantha Stosur (PR)           | Cristina Bucșa (Q)          | Nao Hibino                    | Jamie Loeb (Q)                |
| Caty McNally (WC)              | Zarina Diyas                | Katie Volynets (WC)           | Dalma Gálfi (Q)               |
| Alison Van Uytvanck            | Nuria Párrizas Díaz (Q)     | Ashlyn Krueger (WC)           | Alison Riske                  |
| Polona Hercog                  | Danka Kovinić               | Anastasija Sevastova          | Marta Kostyuk                 |
| Nadia Podoroska                | Katie Boulter (Q)           | Viktoriya Tomova (LL)         | Viktorija Golubic             |
| Rebecca Marino (Q)             | Ana Bogdan                  | Elena-Gabriela Ruse (Q)       | Tsvetana Pironkova            |
| Aliaksandra Sasnovich          | Harriet Dart (Q)            | Ann Li                        | Camila Giorgi                 |
| Dayana Yastremska              | Mayar Sherif (LL)           | Madison Keys                  | Magda Linette                 |
| Yulia Putintseva [31]          | Ana Konjuh (Q)              | Alycia Parks (WC)             | Marie Bouzková                |
| Astra Sharma (Q)               | Emma Navarro (WC)           | Kristina Mladenovic           | Sara Errani                   |
| Tereza Martincová              | Yaroslava Shvedova (PR)     | Irina-Camelia Begu            | Donna Vekić                   |
| Rebecca Peterson               | Anna Blinkova               | Ivana Jorović (PR)            | Alizé Cornet                  |
| Carla Suárez Navarro (PR)      | Heather Watson              | Bernarda Pera                 | Nina Stojanović               |

## Tóm tắt từng ngày

### Ngày 1 (30 tháng 8)
- Hạt giống bị loại:
  - Đơn nam:  John Isner [19],  Ugo Humbert [23],  Cameron Norrie [26],  Alejandro Davidovich Fokina [29],  Marin Čilić [30],  Filip Krajinović [32]
  - Đơn nữ:  Yulia Putintseva [31]
- Lịch thi đấu Lưu trữ ngày 1 tháng 9 năm 2021 tại Wayback Machine

| Trận đấu trên Sân chính | Trận đấu trên Sân chính                | Trận đấu trên Sân chính                | Trận đấu trên Sân chính                |
| Trận đấu trên Sân vận động Arthur Ashe | Trận đấu trên Sân vận động Arthur Ashe | Trận đấu trên Sân vận động Arthur Ashe | Trận đấu trên Sân vận động Arthur Ashe |
| Sự kiện | Người thắng trận                       | Người thua cuộc                        | Tỷ số                                  |
| --- | -------------------------------------- | -------------------------------------- | -------------------------------------- |
| Vòng 1 đơn nữ | Sloane Stephens                        | Madison Keys                           | 6–3, 1–6, 7–6(9–7)                     |
| Vòng 1 đơn nam | Stefanos Tsitsipas [3]                 | Andy Murray                            | 2–6, 7–6(9–7), 3–6, 6–3, 6–4           |
| Trận đấu khai mạc ban đêm Giải quần vợt Mỹ Mở rộng 2021 |                                        |                                        |                                        |
| Vòng 1 đơn nữ | Naomi Osaka [3]                        | Marie Bouzková                         | 6–4, 6–1                               |
| Vòng 1 đơn nam | Daniil Medvedev [2]                    | Richard Gasquet                        | 6–4, 6–3, 6–1                          |
| Trận đấu trên Sân vận động Louis Armstrong |                                        |                                        |                                        |
| Sự kiện | Người thắng trận                       | Người thua cuộc                        | Tỷ số                                  |
| Vòng 1 đơn nữ | Garbiñe Muguruza [9]                   | Donna Vekić                            | 7–6(7–4), 7–6(7–5)                     |
| Vòng 1 đơn nam | Brandon Nakashima [WC]                 | John Isner [19]                        | 7–6(9–7), 7–6(8–6), 6–3                |
| Vòng 1 đơn nữ | Coco Gauff [21]                        | Magda Linette                          | 5–7, 6–3, 6–4                          |
| Vòng 1 đơn nữ | Aryna Sabalenka [2]                    | Nina Stojanović                        | 6–4, 6–7(4–7), 6–0                     |
| Vòng 1 đơn nam | Roberto Bautista Agut [18]             | Nick Kyrgios                           | 6–3, 6–4, 6–0                          |
| Trận đấu trên sân Grandstand |                                        |                                        |                                        |
| Sự kiện | Người thắng trận                       | Người thua cuộc                        | Tỷ số                                  |
| Vòng 1 đơn nữ | Simona Halep [12]                      | Camila Giorgi                          | 6–4, 7–6(7–3)                          |
| Vòng 1 đơn nam | Andrey Rublev [5]                      | Ivo Karlović [Q]                       | 6–3, 7–6(7–3), 6–3                     |
| Vòng 1 đơn nam | Casper Ruud [8]                        | Yūichi Sugita [LL]                     | 6–3, 6–2, 6–2                          |
| Vòng 1 đơn nữ | Victoria Azarenka [18]                 | Tereza Martincová                      | 6–4, 6–0                               |
| Vòng 1 đơn nữ | Ons Jabeur [20]                        | Alizé Cornet                           | 7–5, 7–5                               |
| Trận đấu được tô màu là trận đấu diễn ra vào ban đêm |                                        |                                        |                                        |
| Các trận đấu bắt đầu vào 12 giờ sáng (Sân vận động Arthur Ashe) và 11 giờ sáng (các sân khác), các trận đấu ban đêm bắt đầu vào 7 giờ tối Múi giờ miền Đông (EDT) |                                        |                                        |                                        |

### Ngày 2 (31 tháng 8)
- Hạt giống bị loại:
  - Đơn nam:  Pablo Carreño Busta [9],  Alex de Minaur [14],  Lorenzo Sonego [20],  Karen Khachanov [25],  David Goffin [27],  Fabio Fognini [28]
  - Đơn nữ:  Karolína Muchová [22],  Veronika Kudermetova [29]
- Lịch thi đấu Lưu trữ ngày 1 tháng 9 năm 2021 tại Wayback Machine

| Trận đấu trên Sân chính | Trận đấu trên Sân chính                | Trận đấu trên Sân chính                | Trận đấu trên Sân chính                |
| Trận đấu trên Sân vận động Arthur Ashe | Trận đấu trên Sân vận động Arthur Ashe | Trận đấu trên Sân vận động Arthur Ashe | Trận đấu trên Sân vận động Arthur Ashe |
| Sự kiện | Người thắng trận                       | Người thua cuộc                        | Tỷ số                                  |
| --- | -------------------------------------- | -------------------------------------- | -------------------------------------- |
| Vòng 1 đơn nam | Alexander Zverev [4]                   | Sam Querrey                            | 6–4, 7–5, 6–2                          |
| Vòng 1 đơn nữ | Ashleigh Barty [1]                     | Vera Zvonareva                         | 6–1, 7–6(9–7)                          |
| Vòng 1 đơn nam | Novak Djokovic [1]                     | Holger Rune [Q]                        | 6–1, 6–7(5–7), 6–2, 6–1                |
| Vòng 1 đơn nữ | Bianca Andreescu [6]                   | Viktorija Golubic                      | 7–5, 4–6, 7–5                          |
| Trận đấu trên Sân vận động Louis Armstrong |                                        |                                        |                                        |
| Sự kiện | Người thắng trận                       | Người thua cuộc                        | Tỷ số                                  |
| Vòng 1 đơn nữ | Karolína Plíšková [4]                  | Caty McNally [WC]                      | 6–3, 6–4                               |
| Vòng 1 đơn nữ | Belinda Bencic [11]                    | Arantxa Rus                            | 6–4, 6–4                               |
| Vòng 1 đơn nam | Denis Shapovalov [7]                   | Federico Delbonis                      | 6–2, 6–2, 6–3                          |
| Vòng 1 đơn nữ | Anastasia Pavlyuchenkova [14]          | Alison Riske                           | 6–4, 6–2                               |
| Vòng 1 đơn nam | Taylor Fritz                           | Alex de Minaur [14]                    | 7–6(7–4), 6–2, 1–6, 6–4                |
| Trận đấu trên sân Grandstand |                                        |                                        |                                        |
| Sự kiện | Người thắng trận                       | Người thua cuộc                        | Tỷ số                                  |
| Vòng 1 đơn nam | Kei Nishikori                          | Salvatore Caruso                       | 6–1, 6–1, 5–7, 6–3                     |
| Vòng 1 đơn nam | Matteo Berrettini [6]                  | Jérémy Chardy                          | 7–6(7–5), 7–6(9–7), 6–3                |
| Vòng 1 đơn nữ | Iga Świątek [7]                        | Jamie Loeb [Q]                         | 6–3, 6–4                               |
| Vòng 1 đơn nữ | Petra Kvitová [10]                     | Polona Hercog                          | 6–1, 6–2                               |
| Trận đấu được tô màu là trận đấu diễn ra vào ban đêm |                                        |                                        |                                        |
| Các trận đấu bắt đầu vào 12 giờ sáng (Sân vận động Arthur Ashe) và 11 giờ sáng (các sân khác), các trận đấu ban đêm bắt đầu vào 7 giờ tối Múi giờ miền Đông (EDT) |                                        |                                        |                                        |

### Ngày 3 (1 tháng 9)
Một nửa số trận đấu diễn ra theo lịch thi đấu, với các trận còn lại trên các sân khác và Sân vận động Louis Armstrong bị hoãn do trời mưa bởi Bão Ida.
- Hạt giống bị loại:
  - Đơn nam:  Casper Ruud [8],  Grigor Dimitrov [15],  Cristian Garín [16]
  - Đơn nữ:  Coco Gauff [21],  Ekaterina Alexandrova [32]
- Lịch thi đấu Lưu trữ ngày 31 tháng 8 năm 2021 tại Wayback Machine

| Trận đấu trên Sân chính | Trận đấu trên Sân chính                                                     | Trận đấu trên Sân chính                                                     | Trận đấu trên Sân chính                |
| Trận đấu trên Sân vận động Arthur Ashe | Trận đấu trên Sân vận động Arthur Ashe                                      | Trận đấu trên Sân vận động Arthur Ashe                                      | Trận đấu trên Sân vận động Arthur Ashe |
| Sự kiện | Người thắng trận                                                            | Người thua cuộc                                                             | Tỷ số                                  |
| --- | --------------------------------------------------------------------------- | --------------------------------------------------------------------------- | -------------------------------------- |
| Vòng 2 đơn nữ | Naomi Osaka [3]                                                             | Olga Danilović [Q]                                                          | Bỏ cuộc trước trận đấu                 |
| Vòng 2 đơn nữ | Simona Halep [12]                                                           | Kristína Kučová [LL]                                                        | 6–3, 6–1                               |
| Vòng 2 đơn nam | Daniil Medvedev [2]                                                         | Dominik Koepfer                                                             | 6–4, 6–1, 6–2                          |
| Vòng 2 đơn nữ | Sloane Stephens                                                             | Coco Gauff [21]                                                             | 6–4, 6–2                               |
| Vòng 2 đơn nam | Stefanos Tsitsipas [3]                                                      | Adrian Mannarino                                                            | 6–3, 6–4, 6–7(4–7), 6–0                |
| Vòng 2 đơn nam | Diego Schwartzman [11]                                                      | Kevin Anderson                                                              | 7–6(7–4), 6–3, 6–4                     |
| Trận đấu trên Sân vận động Louis Armstrong |                                                                             |                                                                             |                                        |
| Sự kiện | Người thắng trận                                                            | Người thua cuộc                                                             | Tỷ số                                  |
| Vòng 2 đơn nữ | Garbiñe Muguruza [9]                                                        | Andrea Petkovic                                                             | 6–4, 6–2                               |
| Vòng 2 đơn nữ | Victoria Azarenka [18]                                                      | Jasmine Paolini                                                             | 6–3, 7–6(7–1)                          |
| Vòng 2 đơn nam | Frances Tiafoe                                                              | Guido Pella                                                                 | 6–1, 6–2, 7–5                          |
| Vòng 2 đơn nữ | Barbora Krejčíková [8]                                                      | Christina McHale                                                            | 6–3, 6–1                               |
| Vòng 2 đơn nữ | Angelique Kerber [16] vs. Anhelina Kalinina                                 | Angelique Kerber [16] vs. Anhelina Kalinina                                 | Hoãn                                   |
| Trận đấu trên sân Grandstand |                                                                             |                                                                             |                                        |
| Sự kiện | Người thắng trận                                                            | Người thua cuộc                                                             | Tỷ số                                  |
| Vòng 2 đơn nam | Andrey Rublev [5]                                                           | Pedro Martínez                                                              | 7–6(7–2), 6–7(5–7), 6–1, 6–1           |
| Vòng 2 đơn nữ | Aryna Sabalenka [2]                                                         | Tamara Zidanšek                                                             | 6–3, 6–1                               |
| Vòng 1 đôi nam | Steve Johnson / Sam Querrey [WC] vs. Marcelo Arévalo / Matwé Middelkoop     | Steve Johnson / Sam Querrey [WC] vs. Marcelo Arévalo / Matwé Middelkoop     | 2–1, hoãn                              |
| Vòng 1 đôi nam | Nikola Mektić / Mate Pavić [1] vs. Nathaniel Lammons / Jackson Withrow [WC] | Nikola Mektić / Mate Pavić [1] vs. Nathaniel Lammons / Jackson Withrow [WC] | Hoãn                                   |
| Trận đấu được tô màu là trận đấu diễn ra vào ban đêm |                                                                             |                                                                             |                                        |
| Các trận đấu bắt đầu vào 12 giờ sáng (Sân vận động Arthur Ashe) và 11 giờ sáng (các sân khác), các trận đấu ban đêm bắt đầu vào 7 giờ tối Múi giờ miền Đông (EDT) |                                                                             |                                                                             |                                        |

### Ngày 4 (2 tháng 9)
Do trời mưa, các trận đấu bị hoãn một tiếng bắt đầu vào 12:00 giờ sáng EDT.
- Hạt giống bị loại:
  - Đơn nam:  Hubert Hurkacz [10],  Alexander Bublik [31]
  - Đơn nữ:  Paula Badosa [24],  Petra Martić [30]
  - Đôi nam:  Nikola Mektić /  Mate Pavić [1],  Juan Sebastián Cabal /  Robert Farah [5],  Łukasz Kubot /  Marcelo Melo [9],  Tim Pütz /  Michael Venus [12]
  - Đôi nữ:  Barbora Krejčíková /  Kateřina Siniaková [2],  Nicole Melichar-Martinez /  Demi Schuurs [4],  Asia Muhammad /  Jessica Pegula [13]
- Lịch thi đấu Lưu trữ ngày 3 tháng 9 năm 2021 tại Wayback Machine

| Trận đấu trên Sân chính                                                                                  | Trận đấu trên Sân chính                | Trận đấu trên Sân chính                | Trận đấu trên Sân chính                |
| Trận đấu trên Sân vận động Arthur Ashe                                                                   | Trận đấu trên Sân vận động Arthur Ashe | Trận đấu trên Sân vận động Arthur Ashe | Trận đấu trên Sân vận động Arthur Ashe |
| Sự kiện                                                                                                  | Người thắng trận                       | Người thua cuộc                        | Tỷ số                                  |
| --- | -------------------------------------- | -------------------------------------- | -------------------------------------- |
| Vòng 2 đơn nữ                                                                                            | Ashleigh Barty [1]                     | Clara Tauson                           | 6–1, 7–5                               |
| Vòng 2 đơn nam                                                                                           | Alexander Zverev [4]                   | Albert Ramos Viñolas                   | 6–1, 6–0, 6–3                          |
| Vòng 2 đơn nữ                                                                                            | Angelique Kerber [16]                  | Anhelina Kalinina                      | 6–3, 6–2                               |
| Vòng 2 đơn nam                                                                                           | Novak Djokovic [1]                     | Tallon Griekspoor                      | 6–2, 6–3, 6–2                          |
| Vòng 2 đơn nữ                                                                                            | Karolína Plíšková [4]                  | Amanda Anisimova                       | 7–5, 6–7(5–7), 7–6(9–7)                |
| Trận đấu trên Sân vận động Louis Armstrong                                                               |                                        |                                        |                                        |
| Sự kiện                                                                                                  | Người thắng trận                       | Người thua cuộc                        | Tỷ số                                  |
| Vòng 2 đơn nữ                                                                                            | Belinda Bencic [11]                    | Martina Trevisan                       | 6–3, 6–1                               |
| Vòng 2 đơn nữ                                                                                            | Petra Kvitová [10]                     | Kristýna Plíšková [Q]                  | 7–6(7–4), 6–2                          |
| Vòng 2 đơn nam                                                                                           | Gaël Monfils [17]                      | Steve Johnson                          | 7–5, 4–6, 6–4, 6–4                     |
| Vòng 2 đơn nữ                                                                                            | Bianca Andreescu [6]                   | Lauren Davis                           | 6–4, 6–4                               |
| Vòng 2 đơn nam                                                                                           | Denis Shapovalov [7]                   | Roberto Carballés Baena                | 7–6(9–7), 6–3, 6–0                     |
| Trận đấu trên sân Grandstand                                                                             |                                        |                                        |                                        |
| Sự kiện                                                                                                  | Người thắng trận                       | Người thua cuộc                        | Tỷ số                                  |
| Vòng 2 đơn nữ                                                                                            | Maria Sakkari [17]                     | Kateřina Siniaková                     | 6–4, 6–2                               |
| Vòng 2 đơn nam                                                                                           | Matteo Berrettini [6]                  | Corentin Moutet                        | 7–6(7–2), 4–6, 6–4, 6–3                |
| Vòng 2 đơn nam                                                                                           | Jenson Brooksby [WC]                   | Taylor Fritz                           | 6–7(7–9), 7–6(12–10), 7–5, 6–2         |
| Trận đấu được tô màu là trận đấu diễn ra vào ban đêm                                                     |                                        |                                        |                                        |
| Các trận đấu bắt đầu vào 12 giờ sáng, các trận đấu ban đêm bắt đầu vào 7 giờ tối Múi giờ miền Đông (EDT) |                                        |                                        |                                        |

### Ngày 5 (3 tháng 9)
- Hạt giống bị loại:
  - Đơn nam:  Stefanos Tsitsipas [3],  Andrey Rublev [5],  Roberto Bautista Agut [18]
  - Đơn nữ:  Naomi Osaka [3],  Victoria Azarenka [18],  Elena Rybakina [19],  Ons Jabeur [20],  Daria Kasatkina [25],  Danielle Collins [26]
  - Đôi nữ:  Ellen Perez /  Květa Peschke [16],  Aleksandra Krunić /  Nina Stojanović [17]
  - Đôi nam nữ:  Bethanie Mattek-Sands /  Jamie Murray [5],  Chan Hao-ching /  Michael Venus [7]
- Lịch thi đấu Lưu trữ ngày 4 tháng 9 năm 2021 tại Wayback Machine

| Trận đấu trên Sân chính | Trận đấu trên Sân chính                | Trận đấu trên Sân chính                | Trận đấu trên Sân chính                |
| Trận đấu trên Sân vận động Arthur Ashe | Trận đấu trên Sân vận động Arthur Ashe | Trận đấu trên Sân vận động Arthur Ashe | Trận đấu trên Sân vận động Arthur Ashe |
| Sự kiện | Người thắng trận                       | Người thua cuộc                        | Tỷ số                                  |
| --- | -------------------------------------- | -------------------------------------- | -------------------------------------- |
| Vòng 3 đơn nữ | Garbiñe Muguruza [9]                   | Victoria Azarenka [18]                 | 6–4, 3–6, 6–2                          |
| Vòng 3 đơn nam | Carlos Alcaraz                         | Stefanos Tsitsipas [3]                 | 6–3, 4–6, 7–6(7–2), 0–6, 7–6(7–5)      |
| Vòng 3 đơn nữ | Leylah Fernandez                       | Naomi Osaka [3]                        | 5–7, 7–6(7–2), 6–4                     |
| Vòng 3 đơn nam | Frances Tiafoe                         | Andrey Rublev [5]                      | 4–6, 6–3, 7–6(8–6), 4–6, 6–1           |
| Trận đấu trên Sân vận động Louis Armstrong |                                        |                                        |                                        |
| Sự kiện | Người thắng trận                       | Người thua cuộc                        | Tỷ số                                  |
| Vòng 3 đơn nữ | Simona Halep [12]                      | Elena Rybakina [19]                    | 7–6(13–11), 4–6, 6–3                   |
| Vòng 3 đơn nam | Daniil Medvedev [2]                    | Pablo Andújar                          | 6–0, 6–4, 6–3                          |
| Vòng 3 đơn nữ | Angelique Kerber [16]                  | Sloane Stephens                        | 5–7, 6–2, 6–3                          |
| Vòng 3 đơn nam | Félix Auger-Aliassime [12]             | Roberto Bautista Agut [18]             | 6–3, 6–4, 4–6, 3–6, 6–3                |
| Vòng 3 đơn nữ | Aryna Sabalenka [2]                    | Danielle Collins [26]                  | 6–3, 6–3                               |
| Trận đấu trên sân Grandstand |                                        |                                        |                                        |
| Sự kiện | Người thắng trận                       | Người thua cuộc                        | Tỷ số                                  |
| Vòng 3 đơn nam | Peter Gojowczyk [Q]                    | Henri Laaksonen [Q]                    | 3–6, 6–3, 6–1, 6–4                     |
| Vòng 3 đơn nữ | Barbora Krejčíková [8]                 | Kamilla Rakhimova [LL]                 | 6–4, 6–2                               |
| Vòng 3 đơn nữ | Elina Svitolina [5]                    | Daria Kasatkina [25]                   | 6–4, 6–2                               |
| Vòng 3 đơn nam | Diego Schwartzman [11]                 | Alex Molčan [Q]                        | 6–4, 6–3, 6–3                          |
| Vòng 3 đơn nữ | Elise Mertens [15]                     | Ons Jabeur [20]                        | 6–3, 7–5                               |
| Trận đấu được tô màu là trận đấu diễn ra vào ban đêm |                                        |                                        |                                        |
| Các trận đấu bắt đầu vào 12 giờ sáng (Sân vận động Arthur Ashe) và 11 giờ sáng (các sân khác), các trận đấu ban đêm bắt đầu vào 7 giờ tối Múi giờ miền Đông (EDT) |                                        |                                        |                                        |

### Ngày 6 (4 tháng 9)
- Hạt giống bị loại:
  - Đơn nam:  Denis Shapovalov [7],  Gaël Monfils [17],  Aslan Karatsev [21]
  - Đơn nữ:  Ashleigh Barty [1],  Petra Kvitová [10],  Jessica Pegula [23],  Anett Kontaveit [28]
  - Đôi nam:  Raven Klaasen /  Ben McLachlan [11],  Simone Bolelli /  Máximo González [14],  Sander Gillé /  Joran Vliegen [16]
  - Đôi nam nữ:  Nicole Melichar-Martinez /  Ivan Dodig [1]
- Lịch thi đấu Lưu trữ ngày 5 tháng 9 năm 2021 tại Wayback Machine

| Trận đấu trên Sân chính | Trận đấu trên Sân chính                | Trận đấu trên Sân chính                | Trận đấu trên Sân chính                |
| Trận đấu trên Sân vận động Arthur Ashe | Trận đấu trên Sân vận động Arthur Ashe | Trận đấu trên Sân vận động Arthur Ashe | Trận đấu trên Sân vận động Arthur Ashe |
| Sự kiện | Người thắng trận                       | Người thua cuộc                        | Tỷ số                                  |
| --- | -------------------------------------- | -------------------------------------- | -------------------------------------- |
| Vòng 3 đơn nữ | Maria Sakkari [17]                     | Petra Kvitová [10]                     | 6–4, 6–3                               |
| Vòng 3 đơn nam | Novak Djokovic [1]                     | Kei Nishikori                          | 6–7(4–7), 6–3, 6–3, 6–2                |
| Vòng 3 đơn nữ | Shelby Rogers                          | Ashleigh Barty [1]                     | 6–2, 1–6, 7–6(7–5)                     |
| Vòng 3 đơn nam | Alexander Zverev [4]                   | Jack Sock [WC]                         | 3–6, 6–3, 6–2, 2–1, retired            |
| Trận đấu trên Sân vận động Louis Armstrong |                                        |                                        |                                        |
| Sự kiện | Người thắng trận                       | Người thua cuộc                        | Tỷ số                                  |
| Vòng 3 đơn nữ | Bianca Andreescu [6]                   | Greet Minnen [LL]                      | 6–1, 6–2                               |
| Vòng 3 đơn nữ | Belinda Bencic [11]                    | Jessica Pegula [23]                    | 6–2, 6–4                               |
| Vòng 3 đơn nam | Jannik Sinner [13]                     | Gaël Monfils [17]                      | 7–6(7–1), 6–2, 4–6, 4–6, 6–4           |
| Vòng 3 đơn nam | Lloyd Harris                           | Denis Shapovalov [7]                   | 6–4, 6–4, 6–4                          |
| Vòng 3 đơn nữ | Anastasia Pavlyuchenkova [14]          | Varvara Gracheva                       | 6–1, 6–4                               |
| Trận đấu trên sân Grandstand |                                        |                                        |                                        |
| Sự kiện | Người thắng trận                       | Người thua cuộc                        | Tỷ số                                  |
| Vòng 3 đơn nam | Matteo Berrettini [6]                  | Ilya Ivashka                           | 6–7(5–7), 6–2, 6–4, 2–6, 6–3           |
| Vòng 3 đơn nữ | Iga Świątek [7]                        | Anett Kontaveit [28]                   | 6–3, 4–6, 6–3                          |
| Vòng 3 đơn nữ | Karolína Plíšková [4]                  | Ajla Tomljanović                       | 6–3, 6–2                               |
| Vòng 3 đơn nam | Reilly Opelka [22]                     | Nikoloz Basilashvili                   | 7–6(7–5), 6–3, 6–4                     |
| Trận đấu được tô màu là trận đấu diễn ra vào ban đêm |                                        |                                        |                                        |
| Các trận đấu bắt đầu vào 12 giờ sáng (Sân vận động Arthur Ashe) và 11 giờ sáng (các sân khác), các trận đấu ban đêm bắt đầu vào 7 giờ tối Múi giờ miền Đông (EDT) |                                        |                                        |                                        |

### Ngày 7 (5 tháng 9)
- Hạt giống bị loại:
  - Đơn nam:  Diego Schwartzman [11],  Dan Evans [24]
  - Đơn nữ:  Garbiñe Muguruza [9],  Simona Halep [12],  Elise Mertens [15],  Angelique Kerber [16]
  - Đôi nữ:  Veronika Kudermetova /  Bethanie Mattek-Sands [6]
  - Đôi nam nữ:  Ena Shibahara /  Ben McLachlan [9]
- Lịch thi đấu Lưu trữ ngày 7 tháng 9 năm 2021 tại Wayback Machine

| Trận đấu trên Sân chính | Trận đấu trên Sân chính                   | Trận đấu trên Sân chính                            | Trận đấu trên Sân chính                |
| Trận đấu trên Sân vận động Arthur Ashe | Trận đấu trên Sân vận động Arthur Ashe    | Trận đấu trên Sân vận động Arthur Ashe             | Trận đấu trên Sân vận động Arthur Ashe |
| Sự kiện | Người thắng trận                          | Người thua cuộc                                    | Tỷ số                                  |
| --- | ----------------------------------------- | -------------------------------------------------- | -------------------------------------- |
| Vòng 4 đơn nữ | Elina Svitolina [5]                       | Simona Halep [12]                                  | 6–3, 6–3                               |
| Vòng 4 đơn nam | Daniil Medvedev [2]                       | Dan Evans [24]                                     | 6–3, 6–4, 6–3                          |
| Vòng 2 đôi nữ | Gabriela Dabrowski [5] Luisa Stefani [5]  | Petra Martić Shelby Rogers                         | 6–4, 6–7(5–7), 7–6(7–3)                |
| Vòng 4 đơn nam | Félix Auger-Aliassime [12]                | Frances Tiafoe                                     | 4–6, 6–2, 7–6(8–6), 6–4                |
| Vòng 4 đơn nữ | Barbora Krejčíková [8]                    | Garbiñe Muguruza [9]                               | 6–3, 7–6(7–4)                          |
| Trận đấu trên Sân vận động Louis Armstrong |                                           |                                                    |                                        |
| Sự kiện | Người thắng trận                          | Người thua cuộc                                    | Tỷ số                                  |
| Vòng 4 đơn nam | Botic van de Zandschulp [Q]               | Diego Schwartzman [11]                             | 6–3, 6–4, 5–7, 5–7, 6–1                |
| Vòng 4 đơn nữ | Leylah Fernandez                          | Angelique Kerber [16]                              | 4–6, 7–6(7–5), 6–2                     |
| Vòng 4 đơn nữ | Aryna Sabalenka [2]                       | Elise Mertens [15]                                 | 6–4, 6–1                               |
| Trận đấu trên sân Grandstand |                                           |                                                    |                                        |
| Sự kiện | Người thắng trận                          | Người thua cuộc                                    | Tỷ số                                  |
| Vòng 3 đôi nữ | Caroline Dolehide [10] Storm Sanders [10] | Veronika Kudermetova [6] Bethanie Mattek-Sands [6] | 4–6, 6–3, 6–2                          |
| Vòng 3 đôi nam | Steve Johnson [WC] Sam Querrey [WC]       | Ričardas Berankis Benoît Paire                     | 6–3, 6–4                               |
| Vòng 4 đơn nam | Carlos Alcaraz                            | Peter Gojowczyk [Q]                                | 5–7, 6–1, 5–7, 6–2, 6–0                |
| Trận đấu được tô màu là trận đấu diễn ra vào ban đêm |                                           |                                                    |                                        |
| Các trận đấu bắt đầu vào 12 giờ sáng (Sân vận động Arthur Ashe) và 11 giờ sáng (các sân khác), các trận đấu ban đêm bắt đầu vào 7 giờ tối Múi giờ miền Đông (EDT) |                                           |                                                    |                                        |

### Ngày 8 (6 tháng 9)
- Hạt giống bị loại:
  - Đơn nam:  Jannik Sinner [13],  Reilly Opelka [22]
  - Đơn nữ:  Bianca Andreescu [6],  Iga Świątek [7],  Anastasia Pavlyuchenkova [14]
  - Đôi nam:  Rohan Bopanna /  Ivan Dodig [13],  Andrey Golubev /  Andreas Mies [15]
  - Đôi nữ:  Ena Shibahara /  Shuko Aoyama [3],  Darija Jurak /  Andreja Klepač [8]
- Lịch thi đấu Lưu trữ ngày 7 tháng 9 năm 2021 tại Wayback Machine

| Trận đấu trên Sân chính | Trận đấu trên Sân chính                     | Trận đấu trên Sân chính                | Trận đấu trên Sân chính                |
| Trận đấu trên Sân vận động Arthur Ashe | Trận đấu trên Sân vận động Arthur Ashe      | Trận đấu trên Sân vận động Arthur Ashe | Trận đấu trên Sân vận động Arthur Ashe |
| Sự kiện | Người thắng trận                            | Người thua cuộc                        | Tỷ số                                  |
| --- | ------------------------------------------- | -------------------------------------- | -------------------------------------- |
| Vòng 4 đơn nam | Alexander Zverev [4]                        | Jannik Sinner [13]                     | 6–4, 6–4, 7–6(9–7)                     |
| Vòng 4 đơn nữ | Emma Raducanu [Q]                           | Shelby Rogers                          | 6–2, 6–1                               |
| Vòng 4 đơn nam | Novak Djokovic [1]                          | Jenson Brooksby [WC]                   | 1–6, 6–3, 6–2, 6–2                     |
| Vòng 4 đơn nữ | Maria Sakkari [17]                          | Bianca Andreescu [6]                   | 6–7(2–7), 7–6(8–6), 6–3                |
| Trận đấu trên Sân vận động Louis Armstrong |                                             |                                        |                                        |
| Sự kiện | Người thắng trận                            | Người thua cuộc                        | Tỷ số                                  |
| Vòng 4 đơn nữ | Belinda Bencic [11]                         | Iga Świątek [7]                        | 7–6(14–12), 6–3                        |
| Vòng 4 đơn nam | Lloyd Harris                                | Reilly Opelka [22]                     | 6–7(6–8), 6–4, 6–1, 6–3                |
| Vòng 4 đơn nam | Matteo Berrettini [6]                       | Oscar Otte [Q]                         | 6–4, 3–6, 6–3, 6–2                     |
| Trận đấu trên sân Grandstand |                                             |                                        |                                        |
| Sự kiện | Người thắng trận                            | Người thua cuộc                        | Tỷ số                                  |
| Vòng 3 đôi nam | Rajeev Ram [4] Joe Salisbury [4]            | Rohan Bopanna [13] Ivan Dodig [13]     | 6–7(4–7), 6–4, 7–6(7–3)                |
| Vòng 3 đôi nam | Pierre-Hugues Herbert [3] Nicolas Mahut [3] | Andrey Golubev [15] Andreas Mies [15]  | 4–6, 7–5, 6–3                          |
| Vòng 3 đôi nữ | Coco Gauff [11] Caty McNally [11]           | Darija Jurak [8] Andreja Klepač [8]    | 6–4, 6–4                               |
| Vòng 4 đơn nữ | Karolína Plíšková [4]                       | Anastasia Pavlyuchenkova [14]          | 7–5, 6–4                               |
| Trận đấu được tô màu là trận đấu diễn ra vào ban đêm |                                             |                                        |                                        |
| Các trận đấu bắt đầu vào 12 giờ sáng (Sân vận động Arthur Ashe) và 11 giờ sáng (các sân khác), các trận đấu ban đêm bắt đầu vào 7 giờ tối Múi giờ miền Đông (EDT) |                                             |                                        |                                        |

### Ngày 9 (7 tháng 9)
- Hạt giống bị loại:
  - Đơn nữ:  Elina Svitolina [5],  Barbora Krejčíková [8]
  - Đôi nam:  Marcel Granollers /  Horacio Zeballos [2],  Kevin Krawietz /  Horia Tecău [6]
  - Đôi nữ:  Caroline Dolehide /  Storm Sanders [10]
  - Đôi nam nữ:  Alexa Guarachi /  Neal Skupski [3],  Demi Schuurs /  Sander Gillé [8]
- Lịch thi đấu Lưu trữ ngày 6 tháng 9 năm 2021 tại Wayback Machine

| Trận đấu trên Sân chính | Trận đấu trên Sân chính                | Trận đấu trên Sân chính                    | Trận đấu trên Sân chính                |
| Trận đấu trên Sân vận động Arthur Ashe | Trận đấu trên Sân vận động Arthur Ashe | Trận đấu trên Sân vận động Arthur Ashe     | Trận đấu trên Sân vận động Arthur Ashe |
| Sự kiện | Người thắng trận                       | Người thua cuộc                            | Tỷ số                                  |
| --- | -------------------------------------- | ------------------------------------------ | -------------------------------------- |
| Tứ kết đơn nam | Daniil Medvedev [2]                    | Botic van de Zandschulp [Q]                | 6–3, 6–0, 4–6, 7–5                     |
| Tứ kết đơn nữ | Leylah Fernandez                       | Elina Svitolina [5]                        | 6–3, 3–6, 7–6(7–5)                     |
| Tứ kết đơn nữ | Aryna Sabalenka [2]                    | Barbora Krejčíková [8]                     | 6–4, 6–1                               |
| Tứ kết đơn nam | Félix Auger-Aliassime [12]             | Carlos Alcaraz                             | 6–3, 3–1, bỏ cuộc                      |
| Trận đấu trên Sân vận động Louis Armstrong |                                        |                                            |                                        |
| Sự kiện | Người thắng trận                       | Người thua cuộc                            | Tỷ số                                  |
| Tứ kết đôi nam nữ | Giuliana Olmos Marcelo Arévalo         | Ellen Perez Marcelo Demoliner              | 3–6, 6–3, [10–4]                       |
| Tứ kết đôi nữ | Samantha Stosur [14] Zhang Shuai [14]  | Caroline Dolehide [10] Storm Sanders [10]  | 6–2, 6–3                               |
| Tứ kết đôi nam nữ | Jessica Pegula Austin Krajicek         | Alexa Guarachi [3] Neal Skupski [3]        | 6–1, 6–3                               |
| Tứ kết đôi nam | Steve Johnson [WC] Sam Querrey [WC]    | Kevin Krawietz [6] Horia Tecău [6]         | 6–2, 7–6(7–5)                          |
| Trận đấu trên sân Grandstand |                                        |                                            |                                        |
| Sự kiện | Người thắng trận                       | Người thua cuộc                            | Tỷ số                                  |
| Tứ kết đôi nam | Rajeev Ram [4] Joe Salisbury [4]       | Max Purcell Matthew Ebden                  | 7–6(9–7), 6–7(6–8), 7–6(12–10)         |
| Tứ kết đôi nam | Jamie Murray [7] Bruno Soares [7]      | Marcel Granollers [2] Horacio Zeballos [2] | 6–7(5–7), 6–4, 6–4                     |
| Tứ kết đôi nam nữ | Desirae Krawczyk [2] Joe Salisbury [2] | Demi Schuurs [8] Sander Gillé [8]          | 6–1, 1–6, [10–7]                       |
| Trận đấu được tô màu là trận đấu diễn ra vào ban đêm |                                        |                                            |                                        |
| Các trận đấu bắt đầu vào 12 giờ sáng (Sân vận động Arthur Ashe) và 11 giờ sáng (các sân khác), các trận đấu ban đêm bắt đầu vào 7 giờ tối Múi giờ miền Đông (EDT) |                                        |                                            |                                        |

### Ngày 10 (8 tháng 9)
- Hạt giống bị loại:
  - Đơn nam:  Matteo Berrettini [6]
  - Đơn nữ:  Karolína Plíšková [4],  Belinda Bencic [11]
  - Đôi nữ:  Hsieh Su-wei /  Elise Mertens [1],  Marie Bouzková /  Lucie Hradecká [15]
- Lịch thi đấu Lưu trữ ngày 9 tháng 9 năm 2021 tại Wayback Machine

| Trận đấu trên Sân chính | Trận đấu trên Sân chính                  | Trận đấu trên Sân chính                   | Trận đấu trên Sân chính                |
| Trận đấu trên Sân vận động Arthur Ashe | Trận đấu trên Sân vận động Arthur Ashe   | Trận đấu trên Sân vận động Arthur Ashe    | Trận đấu trên Sân vận động Arthur Ashe |
| Sự kiện | Người thắng trận                         | Người thua cuộc                           | Tỷ số                                  |
| --- | ---------------------------------------- | ----------------------------------------- | -------------------------------------- |
| Tứ kết đơn nữ | Emma Raducanu [Q]                        | Belinda Bencic [11]                       | 6–3, 6–4                               |
| Tứ kết đơn nam | Alexander Zverev [4]                     | Lloyd Harris                              | 7–6(8–6), 6–3, 6–4                     |
| Tứ kết đơn nữ | Maria Sakkari [17]                       | Karolína Plíšková [4]                     | 6–4, 6–4                               |
| Tứ kết đơn nam | Novak Djokovic [1]                       | Matteo Berrettini [6]                     | 5–7, 6–2, 6–2, 6–3                     |
| Trận đấu trên Sân vận động Louis Armstrong |                                          |                                           |                                        |
| Sự kiện | Người thắng trận                         | Người thua cuộc                           | Tỷ số                                  |
| Tứ kết đôi nam | Gabriela Dabrowski [5] Luisa Stefani [5] | Marie Bouzková [15] Lucie Hradecká [15]   | 6–4, 4–6, 6–1                          |
| Bán kết đôi nam nữ | Giuliana Olmos Marcelo Arévalo           | Dayana Yastremska [Alt] Max Purcell [Alt] | 4–6, 6–4 [10–6]                        |
| Tứ kết đôi nam | Coco Gauff [11] Caty McNally [11]        | Hsieh Su-wei [1] Elise Mertens [1]        | 6–3, 7–6(7–1)                          |
| Tứ kết đôi nam | Alexa Guarachi [7] Desirae Krawczyk [7]  | Monica Niculescu Elena-Gabriela Ruse      | 6–7(5–7), 6–2, 6–3                     |
| Trận đấu được tô màu là trận đấu diễn ra vào ban đêm |                                          |                                           |                                        |
| Các trận đấu bắt đầu vào 12 giờ sáng (Sân vận động Arthur Ashe) và 11 giờ sáng (các sân khác), các trận đấu ban đêm bắt đầu vào 7 giờ tối Múi giờ miền Đông (EDT) |                                          |                                           |                                        |

### Ngày 11 (9 tháng 9)
- Hạt giống:
  - Đơn nữ:  Aryna Sabalenka [2],  Maria Sakkari [17]
  - Đôi nam:  John Peers /  Filip Polášek [8]
- Lịch thi đấu Lưu trữ ngày 10 tháng 9 năm 2021 tại Wayback Machine

| Trận đấu trên Sân chính                                                                                  | Trận đấu trên Sân chính                | Trận đấu trên Sân chính                | Trận đấu trên Sân chính                |
| Trận đấu trên Sân vận động Arthur Ashe                                                                   | Trận đấu trên Sân vận động Arthur Ashe | Trận đấu trên Sân vận động Arthur Ashe | Trận đấu trên Sân vận động Arthur Ashe |
| Sự kiện                                                                                                  | Người thắng trận                       | Người thua cuộc                        | Tỷ số                                  |
| --- | -------------------------------------- | -------------------------------------- | -------------------------------------- |
| Bán kết đơn nữ                                                                                           | Leylah Fernandez                       | Aryna Sabalenka [2]                    | 7–6(7–3), 4–6, 6–4                     |
| Bán kết đơn nữ                                                                                           | Emma Raducanu [Q]                      | Maria Sakkari [17]                     | 6–1, 6–4                               |
| Trận đấu trên Sân vận động Louis Armstrong                                                               |                                        |                                        |                                        |
| Sự kiện                                                                                                  | Người thắng trận                       | Người thua cuộc                        | Tỷ số                                  |
| Bán kết đôi nam                                                                                          | Rajeev Ram [4] Joe Salisbury [4]       | Steve Johnson [WC] Sam Querrey [WC]    | 7–6(7–5), 6–4                          |
| Bán kết đôi nam                                                                                          | Jamie Murray [7] Bruno Soares [7]      | John Peers [8] Filip Polášek [8]       | 6–3, 3–6, 6–4                          |
| Tứ kết đơn nam xe lăn                                                                                    | Shingo Kunieda [1]                     | Casey Ratzlaff [WC]                    | 6–1, 6–0                               |
| Tứ kết đơn nam xe lăn                                                                                    | Gordon Reid                            | Tom Egberink                           | 6–1, 6–4                               |
| Trận đấu được tô màu là trận đấu diễn ra vào ban đêm                                                     |                                        |                                        |                                        |
| Các trận đấu bắt đầu vào 12 giờ sáng, các trận đấu ban đêm bắt đầu vào 7 giờ tối Múi giờ miền Đông (EDT) |                                        |                                        |                                        |

### Ngày 12 (10 tháng 9)
- Hạt giống bị loại:
  - Đơn nam:  Alexander Zverev [4],  Félix Auger-Aliassime [12]
  - Đôi nam:  Jamie Murray /  Bruno Soares [7]
  - Đôi nữ:  Gabriela Dabrowski /  Luisa Stefani [5],  Alexa Guarachi /  Desirae Krawczyk [7]
- Lịch thi đấu Lưu trữ ngày 11 tháng 9 năm 2021 tại Wayback Machine

| Trận đấu trên Sân chính                                                                                  | Trận đấu trên Sân chính                | Trận đấu trên Sân chính                  | Trận đấu trên Sân chính                |
| Trận đấu trên Sân vận động Arthur Ashe                                                                   | Trận đấu trên Sân vận động Arthur Ashe | Trận đấu trên Sân vận động Arthur Ashe   | Trận đấu trên Sân vận động Arthur Ashe |
| Sự kiện                                                                                                  | Người thắng trận                       | Người thua cuộc                          | Tỷ số                                  |
| --- | -------------------------------------- | ---------------------------------------- | -------------------------------------- |
| Chung kết đôi nam                                                                                        | Rajeev Ram [4] Joe Salisbury [4]       | Jamie Murray [7] Bruno Soares [7]        | 3–6, 6–2, 6–2                          |
| Bán kết đơn nam                                                                                          | Daniil Medvedev [2]                    | Félix Auger-Aliassime [12]               | 6–4, 7–5, 6–2                          |
| Bán kết đơn nam                                                                                          | Novak Djokovic [1]                     | Alexander Zverev [4]                     | 4–6, 6–2, 6–4, 4–6, 6–2                |
| Trận đấu trên San vận động Louis Armstrong                                                               |                                        |                                          |                                        |
| Sự kiện                                                                                                  | Người thắng trận                       | Người thua cuộc                          | Tỷ số                                  |
| Bán kết đôi nữ                                                                                           | Samantha Stosur [14] Zhang Shuai [14]  | Alexa Guarachi [7] Desirae Krawczyk [7]  | 6–2, 7–5                               |
| Bán kết đôi nữ                                                                                           | Coco Gauff [11] Caty McNally [11]      | Gabriela Dabrowski [5] Luisa Stefani [5] | 6–6(1–2), retired                      |
| Bán kết đôi nam nữ                                                                                       | Desirae Krawczyk [2] Joe Salisbury [2] | Jessica Pegula Austin Krajicek           | 7–6(7–2), 6–4                          |
| Bán kết đôi nam xe lăn                                                                                   | Gustavo Fernández Shingo Kunieda       | Stéphane Houdet [2] Nicolas Peifer [2]   | 6–4, 6–4                               |
| Trận đấu được tô màu là trận đấu diễn ra vào ban đêm                                                     |                                        |                                          |                                        |
| Các trận đấu bắt đầu vào 12 giờ sáng, các trận đấu ban đêm bắt đầu vào 7 giờ tối Múi giờ miền Đông (EDT) |                                        |                                          |                                        |

### Ngày 13 (11 tháng 9)
- Lịch thi đấu Lưu trữ ngày 12 tháng 9 năm 2021 tại Wayback Machine

| Trận đấu trên Sân chính                                      | Trận đấu trên Sân chính                | Trận đấu trên Sân chính                | Trận đấu trên Sân chính                |
| Trận đấu trên Sân vận động Arthur Ashe                       | Trận đấu trên Sân vận động Arthur Ashe | Trận đấu trên Sân vận động Arthur Ashe | Trận đấu trên Sân vận động Arthur Ashe |
| Sự kiện                                                      | Người thắng trận                       | Người thua cuộc                        | Tỷ số                                  |
| ------------------------------------------------------------ | -------------------------------------- | -------------------------------------- | -------------------------------------- |
| Chung kết đôi nam nữ                                         | Desirae Krawczyk [2] Joe Salisbury [2] | Giuliana Olmos Marcelo Arévalo         | 7–5, 6–2                               |
| Chung kết đơn nữ                                             | Emma Raducanu [Q]                      | Leylah Fernandez                       | 6–4, 6–3                               |
| Trận đấu trên Sân vận động Louis Armstrong                   |                                        |                                        |                                        |
| Sự kiện                                                      | Người thắng trận                       | Người thua cuộc                        | Tỷ số                                  |
| Bán kết đơn xe lăn quad                                      | Dylan Alcott [1]                       | Koji Sugeno                            | 6–2, 6–1                               |
| Chung kết đôi nam xe lăn                                     | Alfie Hewett [1] Gordon Reid [1]       | Gustavo Fernández Shingo Kunieda       | 6–2, 6–1                               |
| Chung kết đôi xe lăn quad                                    | Sam Schröder Niels Vink                | Dylan Alcott [1] Heath Davidson [1]    | 6–3, 6–2                               |
| Các trận đấu bắt đầu vào 1 giờ chiều Múi giờ miền Đông (EDT) |                                        |                                        |                                        |

### Ngày 14 (12 tháng 9)
- Hạt giống bị loại:
  - Đơn nam:  Novak Djokovic [1]
  - Đôi nữ:  Coco Gauff /  Caty McNally [11]
- Lịch thi đấu Lưu trữ ngày 12 tháng 9 năm 2021 tại Wayback Machine

| Trận đấu trên Sân chính                                      | Trận đấu trên Sân chính                | Trận đấu trên Sân chính                | Trận đấu trên Sân chính                |
| Trận đấu trên Sân vận động Arthur Ashe                       | Trận đấu trên Sân vận động Arthur Ashe | Trận đấu trên Sân vận động Arthur Ashe | Trận đấu trên Sân vận động Arthur Ashe |
| Sự kiện                                                      | Người thắng trận                       | Người thua cuộc                        | Tỷ số                                  |
| ------------------------------------------------------------ | -------------------------------------- | -------------------------------------- | -------------------------------------- |
| Chung kết đôi nữ                                             | Samantha Stosur [14] Zhang Shuai [14]  | Coco Gauff [11] Caty McNally [11]      | 6–3, 3–6, 6–3                          |
| Chung kết đơn nam                                            | Daniil Medvedev [2]                    | Novak Djokovic [1]                     | 6–4, 6–4, 6–4                          |
| Trận đấu trên Sân vận động Louis Armstrong                   |                                        |                                        |                                        |
| Sự kiện                                                      | Người thắng trận                       | Người thua cuộc                        | Tỷ số                                  |
| Chung kết đơn nữ xe lăn                                      | Diede de Groot [1]                     | Yui Kamiji [2]                         | 6–3, 6–2                               |
| Chung kết đơn xe lăn quad                                    | Dylan Alcott [1]                       | Niels Vink                             | 7–5, 6–2                               |
| Các trận đấu bắt đầu vào 1 giờ chiều Múi giờ miền Đông (EDT) |                                        |                                        |                                        |

## Hạt giống đơn

### Đơn nam
Dưới đây là những tay vợt được xếp loại hạt giống. Hạt giống dựa trên bảng xếp hạng ATP và WTA vào ngày 23 tháng 8 năm 2021. Xếp hạng và điểm trước vào ngày 30 tháng 8 năm 2021.
| Hạt giống | Xếp hạng | Tay vợt                     | Điểm trước | Điểm bảo vệ 2019 hoặc 2020 | Điểm thắng | Điểm sau | Thực trạng                                      |
| --------- | -------- | --------------------------- | ---------- | -------------------------- | ---------- | -------- | ----------------------------------------------- |
| 1         | 1        | Novak Djokovic              | 11,113     | 180                        | 1,200      | 12,133   | Á quân, thua trước Daniil Medvedev [2]          |
| 2         | 2        | Daniil Medvedev             | 9,980      | 1,200                      | 2,000      | 10,780   | Vô địch, đánh bại Novak Djokovic [1]            |
| 3         | 3        | Stefanos Tsitsipas          | 8,350      | 90                         | 90         | 8,350    | Vòng 3 thua trước Carlos Alcaraz                |
| 4         | 4        | Alexander Zverev            | 8,240      | 1,200                      | 720        | 7,760    | Bán kết thua trước Novak Djokovic [1]           |
| 5         | 7        | Andrey Rublev               | 6,400      | 360                        | 90         | 6,130    | Vòng 3 thua trước Frances Tiafoe                |
| 6         | 8        | Matteo Berrettini           | 5,533      | 720                        | 360        | 5,173    | Tứ kết thua trước Novak Djokovic [1]            |
| 7         | 10       | Denis Shapovalov            | 3,580      | 360                        | 90         | 3,310    | Vòng 3 thua trước Lloyd Harris                  |
| 8         | 11       | Casper Ruud                 | 3,455      | 90                         | 45         | 3,410    | Vòng 2 thua trước Botic van de Zandschulp [Q]   |
| 9         | 12       | Pablo Carreño Busta         | 3,325      | 720                        | 10         | 2,615    | Vòng 1 thua trước Maxime Cressy [Q]             |
| 10        | 13       | Hubert Hurkacz              | 3,128      | 45                         | 45         | 3,128    | Vòng 2 thua trước Andreas Seppi                 |
| 11        | 14       | Diego Schwartzman           | 2,980      | 360                        | 180        | 2,800    | Vòng 4 thua trước Botic van de Zandschulp [Q]   |
| 12        | 15       | Félix Auger-Aliassime       | 2,828      | 180                        | 720        | 3,368    | Bán kết thua trước Daniil Medvedev [2]          |
| 13        | 16       | Jannik Sinner               | 2,750      | 35                         | 180        | 2,895    | Vòng 4 thua trước Alexander Zverev [4]          |
| 14        | 17       | Alex de Minaur              | 2,555      | 360                        | 10         | 2,205    | Vòng 1 thua trước Taylor Fritz                  |
| 15        | 18       | Grigor Dimitrov             | 2,511      | 720                        | 45         | 1,836    | Vòng 2 bỏ cuộc trước Alexei Popyrin             |
| 16        | 19       | Cristian Garín              | 2,510      | 45                         | 45         | 2,510    | Vòng 2 thua trước Henri Laaksonen [Q]           |
| 17        | 20       | Gaël Monfils                | 2,503      | 360                        | 90         | 2,233    | Vòng 3 thua trước Jannik Sinner [13]            |
| 18        | 21       | Roberto Bautista Agut       | 2,405      | 90                         | 90         | 2,405    | Vòng 3 thua trước Félix Auger-Aliassime [12]    |
| 19        | 22       | John Isner                  | 2,238      | 90                         | 10         | 2,158    | Vòng 1 thua trước Brandon Nakashima [WC]        |
| 20        | 23       | Lorenzo Sonego              | 2,227      | 45+125‡                    | 10+20      | 2,087    | Vòng 1 thua trước Oscar Otte [Q]                |
| 21        | 25       | Aslan Karatsev              | 2,109      | (125)§                     | 90         | 2,074    | Vòng 3 thua trước Jenson Brooksby [WC]          |
| 22        | 24       | Reilly Opelka               | 2,206      | 45                         | 180        | 2,341    | Vòng 4 thua trước Lloyd Harris                  |
| 23        | 26       | Ugo Humbert                 | 2,090      | 45+90‡                     | 10+45      | 2,010    | Vòng 1 thua trước Peter Gojowczyk [Q]           |
| 24        | 27       | Daniel Evans                | 2,074      | 90                         | 180        | 2,164    | Vòng 4 thua trước Daniil Medvedev [2]           |
| 25        | 28       | Karen Khachanov             | 2,010      | 90                         | 10         | 1,930    | Vòng 1 thua trước Lloyd Harris                  |
| 26        | 29       | Cameron Norrie              | 1,975      | 45                         | 10         | 1,940    | Vòng 1 thua trước Carlos Alcaraz                |
| 27        | 30       | David Goffin                | 1,933      | 180                        | 10         | 1,763    | Vòng 1 thua trước Mackenzie McDonald            |
| 28        | 31       | Fabio Fognini               | 1,734      | 10                         | 10         | 1,734    | Vòng 1 thua trước Vasek Pospisil                |
| 29        | 32       | Alejandro Davidovich Fokina | 1,723      | 180+194‡                   | 10+60      | 1,419    | Vòng 1 thua trước Marco Trungelliti [Q]         |
| 30        | 36       | Marin Čilić                 | 1,650      | 90                         | 10         | 1,570    | Vòng 1 bỏ cuộc trước Philipp Kohlschreiber [PR] |
| 31        | 37       | Alexander Bublik            | 1,633      | 90                         | 45         | 1,588    | Vòng 2 thua trước Jack Sock [WC]                |
| 32        | 38       | Filip Krajinović            | 1,589      | 90                         | 10         | 1,509    | Vòng 1 thua trước Guido Pella                   |

‡ Tay vợt có điểm bảo vệ từ một hoặc nhiều giải ATP Challenger Tour 2019. Những điểm đó giữ nguyên ở năm 2020 do kết quả của những điều chỉnh liên quan đến đại dịch với hệ thống xếp hạng.

§ Tay vợt không vượt qua vòng loại ở giải đấu năm 2019 hoặc năm 2020. Thay vào đó, điểm bảo vệ từ một giải ATP Challenger Tour 2020 (Ostrava).

#### Tay vợt rút lui khỏi giải đấu
Dưới đây là những tay vợt được xếp loại hạt giống, nhưng rút lui trước khi giải đấu bắt đầu.
| Xếp hạng | Tay vợt       | Điểm trước | Điểm bảo vệ 2019 hoặc 2020 | Điểm sau | Lý do rút lui           |
| -------- | ------------- | ---------- | -------------------------- | -------- | ----------------------- |
| 5        | Rafael Nadal  | 7,815      | 2,000                      | 5,815    | Chấn thương chân trái   |
| 6        | Dominic Thiem | 6,995      | 2,000                      | 4,995    | Chấn thương cổ tay phải |
| 9        | Roger Federer | 4,125      | 360                        | 3,765    | Phẫu thuật đầu gối phải |
| 33       | Stan Wawrinka | 1,715      | 360                        | 1,355    | Chấn thương chân trái   |
| 34       | Milos Raonic  | 1,694      | 45                         | 1,649    | Chấn thương chân phải   |
| 35       | Borna Ćorić   | 1,674      | 360                        | 1,314    | Chấn thương vai phải    |

### Đơn nữ
| Hạt giống | Xếp hạng | Tay vợt                  | Điểm trước | Điểm bảo vệ 2019 hoặc 2020 | Điểm thắng | Điểm sau | Thực trạng                               |
| --------- | -------- | ------------------------ | ---------- | -------------------------- | ---------- | -------- | ---------------------------------------- |
| 1         | 1        | Ashleigh Barty           | 10,185     | 240                        | 130        | 10,075   | Vòng 3 thua trước Shelby Rogers          |
| 2         | 2        | Aryna Sabalenka          | 7,010      | 70                         | 780        | 7,720    | Bán kết thua trước Leylah Fernandez      |
| 3         | 3        | Naomi Osaka              | 6,666      | 2,000                      | 130        | 4,796    | Vòng 3 thua trước Leylah Fernandez       |
| 4         | 4        | Karolína Plíšková        | 5,530      | 240+470                    | 430+65     | 5,315    | Tứ kết thua trước Maria Sakkari [17]     |
| 5         | 5        | Elina Svitolina          | 5,210      | 780                        | 430        | 4,860    | Tứ kết thua trước Leylah Fernandez       |
| 6         | 7        | Bianca Andreescu         | 4,537      | 2,000                      | 240        | 2,777    | Vòng 4 thua trước Maria Sakkari [17]     |
| 7         | 8        | Iga Świątek              | 4,461      | 130                        | 240        | 4,571    | Vòng 4 thua trước Belinda Bencic [11]    |
| 8         | 9        | Barbora Krejčíková       | 4,273      | (35)†                      | 430        | 4,668    | Tứ kết thua trước Aryna Sabalenka [2]    |
| 9         | 10       | Garbiñe Muguruza         | 4,210      | 70                         | 240        | 4,380    | Vòng 4 thua trước Barbora Krejčíková [8] |
| 10        | 11       | Petra Kvitová            | 4,170      | 240                        | 130        | 4,060    | Vòng 3 thua trước Maria Sakkari [17]     |
| 11        | 12       | Belinda Bencic           | 4,170      | 780                        | 430        | 3,820    | Tứ kết thua trước Emma Raducanu [Q]      |
| 12        | 13       | Simona Halep             | 3,881      | 70                         | 240        | 4,051    | Vòng 4 thua trước Elina Svitolina [5]    |
| 13        | 14       | Jennifer Brady           | 3,489      | 780+29                     | 0+15       | 2,695    | Rút lui do chấn thương                   |
| 14        | 15       | Anastasia Pavlyuchenkova | 3,420      | 70                         | 240        | 3,590    | Vòng 4 thua trước Karolína Plíšková [4]  |
| 15        | 16       | Elise Mertens            | 3,330      | 430                        | 240        | 3,140    | Vòng 4 thua trước Aryna Sabalenka [2]    |
| 16        | 17       | Angelique Kerber         | 3,245      | 240                        | 240        | 3,245    | Vòng 4 thua trước Leylah Fernandez       |
| 17        | 18       | Maria Sakkari            | 3,210      | 240                        | 780        | 3,750    | Bán kết thua trước Emma Raducanu [Q]     |
| 18        | 19       | Victoria Azarenka        | 3,160      | 1,300                      | 130        | 1,990    | Vòng 3 thua trước Garbiñe Muguruza [9]   |
| 19        | 20       | Elena Rybakina           | 3,083      | 70+180                     | 130+105    | 3,068    | Vòng 3 thua trước Simona Halep [12]      |
| 20        | 21       | Ons Jabeur               | 2,975      | 130                        | 130        | 2,975    | Vòng 3 thua trước Elise Mertens [15]     |
| 21        | 23       | Coco Gauff               | 2,875      | 130                        | 70         | 2,815    | Vòng 2 thua trước Sloane Stephens        |
| 22        | 24       | Karolína Muchová         | 2,862      | 240                        | 10         | 2,632    | Vòng 1 thua trước Sara Sorribes Tormo    |
| 23        | 25       | Jessica Pegula           | 2,425      | 130                        | 130        | 2,425    | Vòng 3 thua trước Belinda Bencic [11]    |
| 24        | 26       | Paula Badosa             | 2,343      | 30+110                     | 70+30      | 2,303    | Vòng 2 thua trước Varvara Gracheva       |
| 25        | 27       | Daria Kasatkina          | 2,340      | 10                         | 130        | 2,460    | Vòng 3 thua trước Elina Svitolina [5]    |
| 26        | 29       | Danielle Collins         | 2,270      | 70                         | 130        | 2,330    | Vòng 3 thua trước Aryna Sabalenka [2]    |
| 27        | 30       | Jeļena Ostapenko         | 2,170      | 130                        | 0          | 2,040    | Rút lui do lý do y tế                    |
| 28        | 28       | Anett Kontaveit          | 2,315      | 240                        | 130        | 2,205    | Vòng 3 thua trước Iga Świątek [7]        |
| 29        | 31       | Veronika Kudermetova     | 2,040      | 10+110                     | 10+100     | 2,030    | Vòng 1 thua trước Sorana Cîrstea         |
| 30        | 32       | Petra Martić             | 2,005      | 240+305                    | 70+55      | 1,585    | Vòng 2 thua trước Ajla Tomljanović       |
| 31        | 33       | Yulia Putintseva         | 1,910      | 430                        | 10         | 1,490    | Vòng 1 thua trước Kaia Kanepi            |
| 32        | 34       | Ekaterina Alexandrova    | 1,866      | 70                         | 70         | 1,866    | Vòng 2 thua trước Kamilla Rakhimova [LL] |

† Tay vợt không vượt qua vòng loại ở giải đấu năm 2019 hoặc năm 2020. Thay vào đó, điểm tốt nhất của lần 16 sẽ được thay thế vào.

#### Tay vợt rút lui khỏi giải đấu
Dưới đây là những tay vợt được xếp loại hạt giống, nhưng rút lui trước khi giải đấu bắt đầu.
| Xếp hạng | Tay vợt         | Điểm trước | Điểm bảo vệ 2019 hoặc 2020 | Điểm sau | Lý do rút lui           |
| -------- | --------------- | ---------- | -------------------------- | -------- | ----------------------- |
| 6        | Sofia Kenin     | 5,030      | 240                        | 4,790    | Dướng tính với COVID-19 |
| 22       | Serena Williams | 2,891      | 1,300                      | 1,591    | Chấn thương gân         |

## Hạt giống đôi
| Đội                   | Đội               | Xếp hạng1 | Hạt giống |
| --------------------- | ----------------- | --------- | --------- |
| Nikola Mektić         | Mate Pavić        | 3         | 1         |
| Marcel Granollers     | Horacio Zeballos  | 9         | 2         |
| Pierre-Hugues Herbert | Nicolas Mahut     | 11        | 3         |
| Rajeev Ram            | Joe Salisbury     | 13        | 4         |
| Juan Sebastián Cabal  | Robert Farah      | 19        | 5         |
| Kevin Krawietz        | Horia Tecău       | 31        | 6         |
| Jamie Murray          | Bruno Soares      | 33        | 7         |
| John Peers            | Filip Polášek     | 39        | 8         |
| Łukasz Kubot          | Marcelo Melo      | 39        | 9         |
| Wesley Koolhof        | Jean-Julien Rojer | 51        | 10        |
| Raven Klaasen         | Ben McLachlan     | 52        | 11        |
| Tim Pütz              | Michael Venus     | 53        | 12        |
| Rohan Bopanna         | Ivan Dodig        | 58        | 13        |
| Simone Bolelli        | Máximo González   | 60        | 14        |
| Andrey Golubev        | Andreas Mies      | 60        | 15        |
| Sander Gillé          | Joran Vliegen     | 61        | 16        |

| Đội                      | Đội                   | Xếp hạng1 | Hạt giống |
| ------------------------ | --------------------- | --------- | --------- |
| Hsieh Su-wei             | Elise Mertens         | 3         | 1         |
| Barbora Krejčíková       | Kateřina Siniaková    | 7         | 2         |
| Shuko Aoyama             | Ena Shibahara         | 18        | 3         |
| Nicole Melichar-Martinez | Demi Schuurs          | 25        | 4         |
| Gabriela Dabrowski       | Luisa Stefani         | 28        | 5         |
| Veronika Kudermetova     | Bethanie Mattek-Sands | 29        | 6         |
| Alexa Guarachi           | Desirae Krawczyk      | 35        | 7         |
| Darija Jurak             | Andreja Klepač        | 47        | 8         |
| Jeļena Ostapenko         | Vera Zvonareva        | 57        | 9         |
| Caroline Dolehide        | Storm Sanders         | 66        | 10        |
| Coco Gauff               | Caty McNally          | 71        | 11        |
| Nadiia Kichenok          | Raluca Olaru          | 79        | 12        |
| Asia Muhammad            | Jessica Pegula        | 81        | 13        |
| Samantha Stosur          | Zhang Shuai           | 82        | 14        |
| Marie Bouzková           | Lucie Hradecká        | 93        | 15        |
| Ellen Perez              | Květa Peschke         | 94        | 16        |
| Aleksandra Krunić        | Nina Stojanović       | 98        | 17        |

### Đôi nam nữ
| Đội                      | Đội           | Xếp hạng1 | Hạt giống |
| ------------------------ | ------------- | --------- | --------- |
| Nicole Melichar-Martinez | Ivan Dodig    | 24        | 1         |
| Desirae Krawczyk         | Joe Salisbury | 25        | 2         |
| Alexa Guarachi           | Neal Skupski  | 33        | 3         |
| Luisa Stefani            | Marcelo Melo  | 37        | 4         |
| Bethanie Mattek-Sands    | Jamie Murray  | 37        | 5         |
| Ena Shibahara            | Ben McLachlan | 39        | 6         |
| Chan Hao-ching           | Michael Venus | 41        | 7         |
| Demi Schuurs             | Sander Gillé  | 45        | 8         |

1Bảng xếp hạng vào ngày 23 tháng 8 năm 2021.

## Nhà vô địch

### Đơn nam
- Daniil Medvedev đánh bại  Novak Djokovic, 6–4, 6–4, 6–4

### Đơn nữ
- Emma Raducanu đánh bại  Leylah Fernandez, 6–4, 6–3

### Đôi nam
- Rajeev Ram /  Joe Salisbury đánh bại  Jamie Murray /  Bruno Soares, 3–6, 6–2, 6–2

### Đôi nữ
- Samantha Stosur /  Zhang Shuai đánh bại  Coco Gauff /  Caty McNally, 6–3, 3–6, 6–3

### Đôi nam nữ
- Desirae Krawczyk /  Joe Salisbury đánh bại  Giuliana Olmos /  Marcelo Arévalo, 7–5, 6–2

### Đơn nam xe lăn
- Shingo Kunieda đánh bại  Alfie Hewett, 6–1, 6–4

### Đơn nữ xe lăn
- Diede de Groot đánh bại  Yui Kamiji, 6–3, 6–2

### Đơn xe lăn quad
- Dylan Alcott đánh bại  Niels Vink, 7–5, 6–2

### Đôi nam xe lăn
- Alfie Hewett /  Gordon Reid đánh bại  Gustavo Fernández /  Shingo Kunieda, 6–2, 6–1

### Đôi nữ xe lăn
- Diede de Groot /  Aniek van Koot đánh bại  Yui Kamiji /  Jordanne Whiley, 6–1, 6–2

### Đôi xe lăn quad
- Sam Schröder /  Niels Vink đánh bại  Dylan Alcott /  Heath Davidson, 6–3, 6–2

### Đơn nam trẻ
- Daniel Rincón đánh bại  Shang Juncheng, 6–2, 7–6(8–6)

### Đơn nữ trẻ
- Robin Montgomery đánh bại  Kristina Dmitruk, 6–2, 6–4

### Đôi nam trẻ
- Max Westphal /  Coleman Wong đánh bại  Viacheslav Bielinskyi /  Petr Nesterov, 6–3, 5–7, [10–1]

### Đôi nữ trẻ
- Ashlyn Krueger /  Robin Montgomery đánh bại  Reese Brantmeier /  Elvina Kalieva, 5–7, 6–3, [10–4]